# Analyse thermogravimétrique
Pour les articles homonymes, voir ATG et TGA.
L'analyse thermogravimétrique (ATG) est une technique d'analyse thermique qui consiste en la mesure de la variation de masse d'un échantillon en fonction du temps, pour une température ou un profil de température donné. Elle fournit des informations sur des phénomènes physiques tels que transition de phase, absorption, adsorption et désorption, ainsi que chimiques tels que thermolyse et réactions solide/gaz (ex. : oxydation ou réduction).
Une telle analyse suppose une bonne précision pour les trois mesures : masse, temps et température. Comme les courbes de variations de masse sont souvent similaires, il faut souvent les traiter pour les interpréter. La dérivée de ces courbes montre à quels points ces variations sont les plus importantes.
L'ATG est souvent employée dans la recherche et les essais pour déterminer les caractéristiques de matériaux tels que les polymères, pour estimer la cinétique d'oxydation en corrosion à haute température, pour déterminer les températures de dégradation, l'humidité absorbée par le matériau, la quantité en composés organiques et inorganiques d'un matériau, le point de décomposition d'un explosif et des résidus de solvants.

## Constitution d'un appareil

Représentation schématique d'une ATG ; le circuit de refroidissement a été omis.

Un appareil se compose typiquement d'une enceinte étanche permettant de maîtriser l'atmosphère de l'échantillon, d'un four permettant de gérer la température, d'un module de pesée (microbalance), d'un thermocouple pour mesurer la température et d'un ordinateur permettant de piloter l'ensemble et d'enregistrer les données.
La microbalance est normalement sous atmosphère inerte (par exemple diazote ou argon) ; ce gaz constitue un « couvercle » empêchant le gaz réactif de pénétrer dans l'enceinte du module de pesée, et le gaz doit être moins dense que le gaz réactif. L'appareil dispose d'un système de refroidissement, habituellement à circulation d'eau, afin de limiter les parties chaudes.
Selon les modèles, l'appareil peut être plus ou moins automatisé (commandes de la pompe à vide et ouverture et fermeture des gaz manuelles, ou bien commandes automatisées avec électrovannes).
Pour accrocher l'échantillon, on utilise typiquement une des solutions suivantes :
- on l'entoure d'un fil de platine ;
- on le perce d'un trou, et on l'accroche à un fil de platine (technique de l'« hameçon ») ;
- on le place dans une nacelle, de fil de platine tressé (facilite le flux de gaz) ou d'alumine (plus inerte à haute température), la nacelle étant accrochée à la  suspente.

À la place de la suspente, on peut utiliser une « canne ATD » : il s'agit d'un module d'analyse thermodifférentielle de petite taille qui remplace la suspente. La canne ATD permet de relever la chaleur de réaction, et la balance mesure la variation de masse. On a alors un appareil mixte ATG-ATD (ou TG-DTA en anglais).
Si l'atmosphère réactive utilisée est corrosive, on peut ajouter une « sur-enceinte », en général en silice, afin de réduire encore le risque de reflux de l'atmosphère réactive dans le module de pesée.

### Module de pesée
Une des manières d'enregistrer la variation de masse consiste à maintenir le fléau de la balance en position horizontale, et à mesurer la force nécessaire — donc la différence de poids entre l'ensemble suspente-échantillon et le contrepoids — pour maintenir cette position. Pour cela, on utilise des électroaimants : on enregistre le courant nécessaire pour maintenir l'équilibre.
Pour détecter une rupture d'équilibre, on peut utiliser un système optique : on fixe une plaque percée sur le fléau, on place une lampe d'un côté et deux capteurs photoélectriques de l'autre. Si le fléau penche d'un côté, la lumière qui passe dans le trou excite le détecteur, et le régulateur augmente donc l'intensité du courant afin que le détecteur ne soit plus éclairé.
Les anciens appareils utilisaient un fléau avec un ressort de rappel, la variation de masse étant proportionnelle à la rotation du fléau (en raison de la loi des ressorts). Le fléau pouvait être relié à un stylet, le stylet effectuant un tracé sur un papier déroulant ; l'amplification était définie par la raideur du ressort et le bras de levier du stylet.
Dans certains systèmes, le fléau était couplé à un miroir qui tournait avec lui ; ce miroir déviait un faisceau lumineux qui venait impressionner une pellicule photographique qui défilait, le tout dans une chambre noire. En révélant la pellicule, on avait ainsi le tracé. L'amplification était alors définie par la raideur du ressort et par la longueur du trajet lumineux.

## Bruit et artefacts

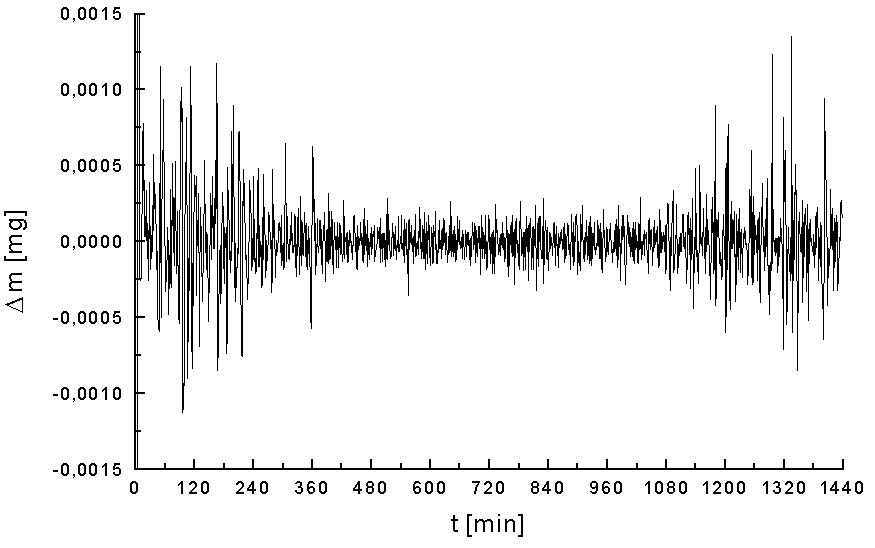
Enregistrement de bruit de mesure d'un appareil mal isolé mécaniquement ; le milieu de la courbe montre une baisse du bruit due à la faible activité humaine environnante la nuit.

La principale source de bruit sont les vibrations mécaniques. L'appareil doit donc être placé dans une pièce calme, hors de l'axe de la porte, et placé sur un système anti-vibrations.
Lorsque l'on change l'atmosphère, il se produit une variation de flottabilité (poussée d'Archimède), qui induit une variation de poids. Il faut donc dans l'idéal faire une mise à zéro après le changement d'atmosphère.
Les matériaux utilisés pour la suspente et l'accrochage de l'échantillon peuvent aussi avoir une influence :
- le platine s'oxyde au-dessus de 600 °C, pour former un oxyde volatil (PtO2), il y a donc une perte de masse de l'appareillage ;
- l'alumine est poreuse et peut dégazer.

## Déroulement de la mesure
On distingue typiquement deux types de mesure :
- les mesures à température constante ;
- les cyclages en température.

L'intérêt d'une mesure à température constante, c'est que l'on maîtrise le paramètre température. Dans ce cas, la première partie est une montée jusqu'à la température de travail ; elle s'effectue habituellement sous vide ou sous atmosphère inerte (typiquement diazote, argon) et n'est pas enregistrée. Puis, on introduit le gaz réactif — si l'on chauffe sous atmosphère inerte, il faut faire le vide avant d'introduire le gaz — ; la mesure démarre. Elle est arrêtée au bout d'un temps déterminé.
Les cycles en température permettent de simuler les démarrages et arrêts des dispositifs (réacteurs, fours, moteurs). On peut également faire varier de manière cyclique la composition de l'atmosphère ; par exemple, pour un moteur de voiture ou la ligne d'échappement, simuler les accélérations et relâchements de l'accélérateur.
Après la mesure, on peut effectuer une analyse chimique de l'échantillon, par exemple par diffractométrie de rayons X, afin de déterminer les phases formées, et observer l'échantillon au microscope optique ou microscope électronique à balayage pour déterminer son état de surface. On peut aussi effectuer une coupe (ou simplement polir la tranche) pour observer la couche d'oxyde dans son épaisseur ; en raison de sa fragilité, il peut être nécessaire d'enrober l'échantillon.

## Traitement des données

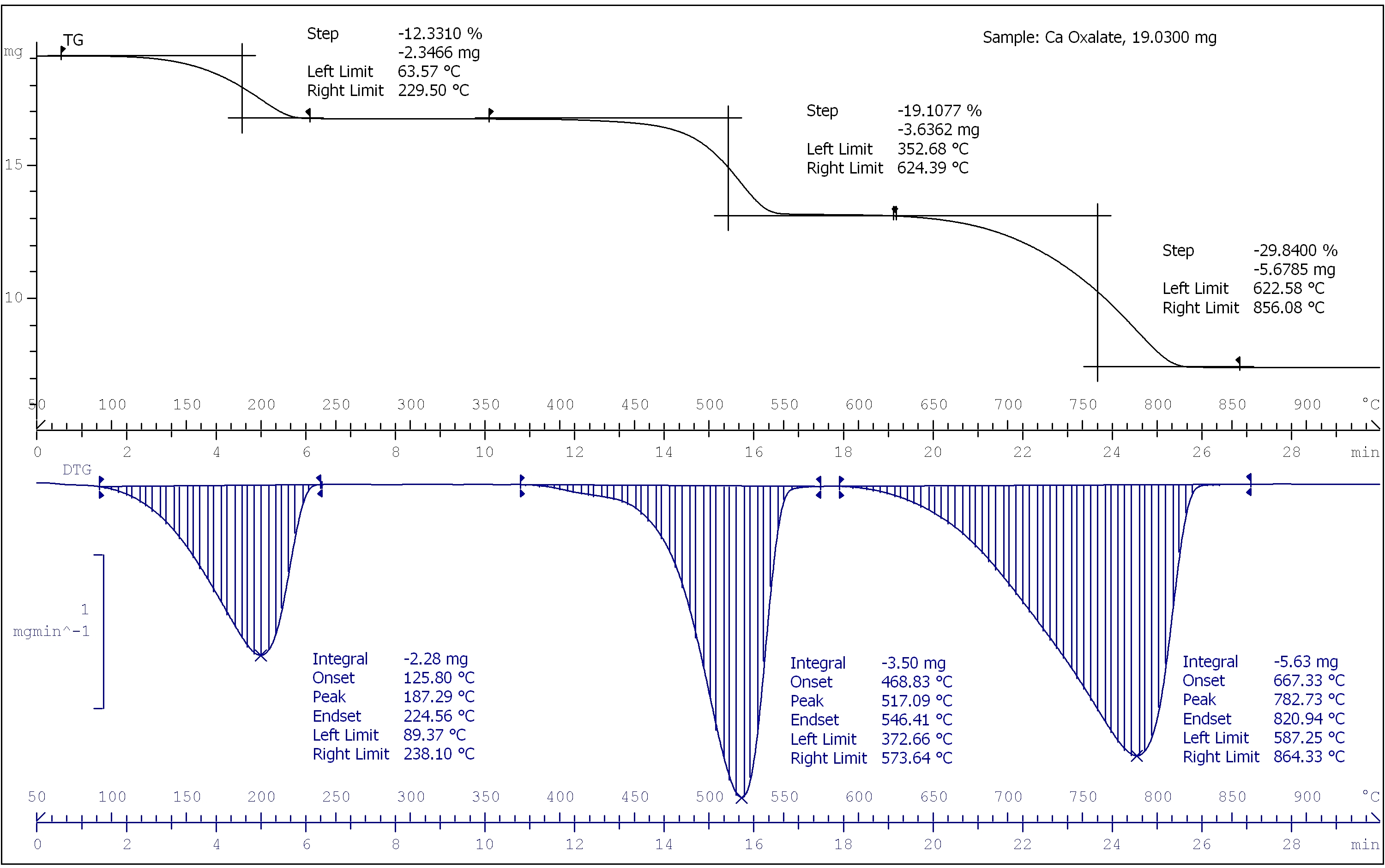
Un graphe de perte de masse (en haut) et sa dérivée (en bas) traités.

En général, la cinétique de réaction obéit à une loi et l'on cherche à déterminer les paramètres de cette loi.
La première opération consiste à extraire les premiers instants de la mesure — de l'ordre de la minute — puisque le changement de gaz a induit une fluctuation du poids mesuré.
La réaction solide-gaz est proportionnelle à la surface de contact (voir l'article Surface spécifique). On travaille donc en général en variation de masse par unité de surface, noté Δm/S. Il faut donc diviser les masses mesurées par la surface estimée de l'échantillon.
Puis, on effectue typiquement une régression afin de déterminer les paramètres de la loi.